# Zohar Field
Zohar Field är ett gasfält i Israel.   Det ligger i distriktet Södra distriktet, i den sydöstra delen av landet. Zohar Field ligger 426 meter över havet.
Terrängen runt Zohar Field är kuperad åt sydost, men åt nordväst är den platt. Runt Zohar Field är det ganska glesbefolkat, med 42 invånare per kvadratkilometer. Närmaste större samhälle är ‘Arad, 5,1 km norr om Zohar Field. Trakten runt Zohar Field är ofruktbar med lite eller ingen växtlighet.